# Публий Лициний Лукулл
Публий Лициний Лукулл (лат. Publius Licinius Lucullus; II век до н. э.) — римский политический деятель из плебейского рода Лициниев, народный трибун 110 года до н. э.
По данным Саллюстия, во время трибуната Публий Лициний вместе с одним из коллег, Луцием Аннием, пытался продлить срок своих полномочий, несмотря на противодействие других трибунов. В течение всего года это мешало созыву комиций и проведению выборов. Когда легат Авл Постумий Альбин заключил позорный договор с Югуртой в Нумидии, трибуны запретили его брату, консулу Спурию Постумию Альбину, переправить в Африку набранную им армию.